# Reserva de Conservação do Deserto Al Marmoom
Reserva de Conservação do Deserto Al Marmoom (em árabe: محمية المرموم الصحراوية) é a primeira reserva de preservação da natureza sem cercas nos Emirados Árabes Unidos. Ela está localizada na área desértica de Saih Al Salam, no emirado de Dubai, e compreende cerca de 10% da área total do emirado, incluindo as extensas áreas úmidas artificiais do deserto, os lagos Al Qudra.

## História
Seu anúncio, em janeiro de 2018, ocorreu no seguimento da preocupação pública com a contaminação da área por turistas e com a morte de pássaros e peixes nos lagos.

## Ecologia e geografia
A reserva abrange mais de 40 ha (99 acres) de terreno arbustivo do deserto e 10 quilômetros de lagos e abriga 26 espécies identificadas de répteis, nove de mamíferos e 39 espécies de planta. É um santuário para 19 espécies de animais consideradas ameaçadas de extinção, além de bandos de 300 a 500 flamingos e mais de 360 outras espécies de aves, das quais 158 são migratórias. As espécies raras observadas em Al Marmoom incluem o egípcio noitibó-do-deserto e a borboleta Coeliades Anchises Jucunda, que é nativa da ilha de Socotra, ao largo do Iêmen.

## Administração
Al Marmoom é administrado pelo município de Dubai. A formalização da reserva introduziu algumas restrições à atividade de lazer humana na área, há muito um local de visita popular para os residentes. A mudança para regulamentar acampamentos, churrascos e piqueniques foi bem-vinda pelo Emirates Environmental Group (EEG), uma organização que havia organizado campanhas de limpeza da área no passado.
O Marmoom Biosphere Centre pretende ser uma instalação para estudar o desenvolvimento e gestão sustentável da reserva, bem como servir como um centro de ecoturismo sustentável, e terá como objetivo ser a principal fonte de práticas especializadas de gestão de ecossistemas na região.

## Atividades de lazer
A reserva possui atualmente várias plataformas de observação de animais e pássaros, plataformas de observação de estrelas e pôr do sol e uma ciclovia de 84 km, uma das maiores do mundo. Há um programa de desenvolvimento contínuo para a reserva, incluindo programas de criação de pássaros, bem como o desenvolvimento de um teatro ao ar livre e outras instalações destinadas a serem alimentadas por uma usina solar de 5.000 megawatts. O Al Marmoom é servido por um dos distintos parques de food truck da 'Última Saída' de Dubai.
Os eventos de observação de estrelas são frequentemente realizados no Al Marmoom pelo Dubai Astronomy Group, pois a área tem pouca ou nenhuma poluição luminosa. Cerca de 20 eventos esportivos e sociais aconteceram na reserva desde o seu lançamento, incluindo um dia de diversão juvenil organizado Pink Caravan, a iniciativa de conscientização do câncer de mama dos Emirados Árabes Unidos.
O Bab Al Shams Desert Resort & Spa está situado perto da reserva.